# Trofeo Federale 2002
Il Trofeo Federale 2002 è stato la 17ª edizione di tale competizione, e si è concluso con la vittoria del Cailungo, al suo primo titolo.

## Risultati
- Semifinali - 2 ottobre 2002

A)  Cailungo -  Cosmos 4 - 2
B)  Pennarossa -  Domagnano 2 - 1
- Finale - 9 ottobre 2002

C)   Cailungo -  Pennarossa 1 - 0